# Casarão Galotti
O Casarão Gallotti é um casarão histórico, construído em 1898, pelo arquiteto Renhold a pedido do imigrante italiano Benjamim Gallotti, para ser sua residência e de sua família. O casarão está localizado na cidade de Tijucas, no estado de Santa Catarina. É um patrimônio histórico tombado pelo Fundação Catarinense de Cultura (FCC), na data de 22 de novembro de 2002, sob o processo de nº 220/2000.
De propriedade da Prefeitura de Tijucas, doação da Família Gallotti, o casarão passou por restauração em 2009 para sediar o Centro Cultural Benjamin Gallotti e o Museu Tijucas.

## Arquitetura
Edifício de arquitetura eclética, com inspiração no estilo palladiano. Todo o material da construção veio da Itália. A casa possui dois pavimentos e um porão. Em um anexo, nos fundos da casa, onde se localizava a cozinha, foi construído com um pavimento e um porão, as edificações se interligavam através de um passadiço. Na fachada, todos os vão das janelas e portas possuem vergas em arcos na parte superior e o acesso à casa se dá através de uma escada de dois percursos, centralizada na fachada. Na casa principal, o telhado foi coberto com telha capa e canal, e no anexo, com telha francesa.

## Museu Tijucas
O Museu Tijucas foi inaugurado em 2012 no Casarão Gallotti. O museu abriga um acervo com objetos, fotos e móveis que contam a história da cidade e da Família Gallotti. Está aberto a visitação, com entrada gratuita.